# Branimir Hrgota
Branimir Hrgota (ur. 12 stycznia 1993 w Zenicy) – piłkarz szwedzki pochodzenia chorwackiego grający na pozycji napastnika. Od 2019 roku jest zawodnikiem klubu Greuther Fürth   .

## Kariera klubowa
Hrgota urodził się w Bośni i Hercegowinie w rodzinie pochodzenia chorwackiego. W młodym wieku wyemigrował z rodziną do Szwecji. Tam też rozpoczął karierę piłkarską w klubie IK Tord. W 2008 roku podjął treningi w Jönköpings Södra IF. W 2011 roku awansował do kadry pierwszej drużyny. 16 kwietnia 2011 zadebiutował w nim w drugiej lidze szwedzkiej w wygranym 5:1 domowym meczu z Västeråsem SK. W zespole Jönköpings Södra IF grał do połowy 2012 roku.
Latem 2012 roku Hrgota przeszedł do Borussii Mönchengladbach. Swój debiut ligowy w pierwszym zespole Borussii zaliczył 25 sierpnia 2012 w zwycięskim 2:1 domowym meczu z TSG 1899 Hoffenheim. 11 maja 2013 w wygranym 4:2 wyjazdowym meczu z 1. FSV Mainz 05 strzelił swoje pierwsze trzy gole w niemieckiej Bundeslidze.
Latem 2016 roku odszedł do Eintrachtu Frankfurt.
| Sezon   | Klub                        | Kraj    | Rozgrywki    | Mecze | Bramki |
| ------- | --------------------------- | ------- | ------------ | ----- | ------ |
| 2011    | Jönköpings Södra IF         | Szwecja | Superettan   | 25    | 18     |
| 2012    | Jönköpings Södra IF         | Szwecja | Superettan   | 14    | 10     |
| 2012/13 | Borussia Mönchengladbach    | Niemcy  | Bundesliga   | 13    | 3      |
| 2012/13 | Borussia Mönchengladbach II | Niemcy  | Regionalliga | 8     | 2      |
| 2013/14 | Borussia Mönchengladbach    | Niemcy  | Bundesliga   | 30    | 2      |
| 2014/15 | Borussia Mönchengladbach    | Niemcy  | Bundesliga   | 17    | 2      |
| 2015/16 | Borussia Mönchengladbach    | Niemcy  | Bundesliga   | 9     | 0      |
| 2016/17 | Eintracht Frankfurt         | Niemcy  | Bundesliga   | 28    | 5      |
| 2017/18 | Eintracht Frankfurt         | Niemcy  | Bundesliga   | 6     | 0      |
| 2018/19 | Eintracht Frankfurt         | Niemcy  | Bundesliga   | 1     | 0      |

## Kariera reprezentacyjna
W swojej karierze piłkarskiej Hrgota grał w reprezentacji Szwecji U-19 i reprezentacji Szwecji U-21. Z tą drugą wywalczył mistrzostwo Europy na Mistrzostwach Europy 2015. W dorosłej reprezentacji zadebiutował 4 września 2014 w wygranym 2:0 towarzyskim meczu z Estonią, rozegranym w Solnie.